# Брентазека-Сабиончело (Падова)
Брентазека-Сабиончело је насеље у Италији у округу Падова, региону Венето.
Према процени из 2011. у насељу је живело 489 становника. Насеље се налази на надморској висини од 6 м.